# Gloria Talbott
Gloria Maude Talbott (* 7. Februar 1931 in Glendale, Kalifornien; † 19. September 2000 ebenda) war eine US-amerikanische Schauspielerin.

## Filmkarriere
Ihre ersten kleinen Filmrollen (ohne namentliche Nennung) hatte die bei Los Angeles geborene Talbott bereits als Kind in den 1930er-Jahren, gefolgt von kurzen Auftritten als Teenagerin in dem Musicalfilm Sweet and Low-Down (1944) und in Elia Kazans Ein Baum wächst in Brooklyn (1945). Allerdings sollte ihre Filmkarriere erst in den 1950er-Jahren an Fahrt gewinnen.
Tallbott hatte ihre ersten größeren Filmrollen in einigen Western: Desert Pursuit (1952), Northern Patrol (1953) und Border City Rustlers (1953, ein Zusammenschnitt aus Folgen der Fernsehserie Adventures of Wild Bill Hickok). Zwei ihrer bekanntesten Filmrollen hatte sie 1955: in der Krimikomödie Wir sind keine Engel verkörperte sie neben Humphrey Bogart und Peter Ustinov die liebenswerte junge Tochter eines Ladenbesitzers, und in Douglas Sirks Melodram Was der Himmel erlaubt spielte sie die etwas altkluge Tochter von Jane Wymans Hauptfigur.
Später machte sich Talbott einen Namen als Scream-Queen in B-Movies wie The Cyclops (1957), The Daughter of Dr. Jekyll (1957), I Married a Monster from Outer Space (1958) und The Leech Woman (1960).
In seinem Buch Cult Movies urteilte Danny Peary rückblickend über Gloria Talbott: „[Sie] war nicht die klassische Filmschönheit […] aber sie war die perfekte Heldin für Science-Fiction- und Horrorfilme, denn sie strahlte eine selten anzutreffende Kombination aus Stärke und Zerbrechlichkeit aus“.
Daneben trat Tallbott bereits seit 1951 regelmäßig im Fernsehen auf. Hier absolvierte sie bis Mitte der 1960er-Jahre wiederholte Auftritte in bekannten Fernsehserien wie Perry Mason, Bonanza, Rauchende Colts, Tausend Meilen Staub und Lassie. Sie zog sich für ihr Familienleben bereits mit Mitte dreißig aus dem Filmgeschäft aus, ihr letzter Kinofilm war der Western An Eye for an Eye (1966). Insgesamt umfasst ihr filmisches Schaffen über 120 Film- und Fernsehproduktionen.

## Privates
Gloria Talbott war mehrmals verheiratet. Ihre erste Ehe mit ihrem Schauspielerkollegen Gene Parrish, für die sie ihre Karriere kurzzeitig unterbrach, endete 1953 nach vierjähriger Dauer. Aus dieser Verbindung ging ein Sohn hervor. Von 1956 bis 1964 war sie mit dem zwölf Jahre älteren Schauspieler Grover Sandy Sanders verheiratet. 1967 heiratete sie den Arzt Steven Joseph Capobianco. Nach der Geburt einer Tochter beschloss sie, sich ganz deren Erziehung zu widmen, und stieg aus dem Filmgeschäft aus. Die Ehe mit Capobianco wurde nach zwei Jahren geschieden.
1970 heiratete sie den Zahnarzt Patrick Robert Mullally, mit dem sie bis zu ihrem Tod zusammen blieb. Sie starb im Alter von 69 Jahren an Nierenversagen und wurde auf dem Mission Cemetery in San Fernando beigesetzt. Ihre ältere Schwester Lori Talbott war ebenfalls Schauspielerin.

## Filmografie (Auswahl)
- 1935: The Little Big Top (Kurzfilm)
- 1937: Maienzeit (Maytime)
- 1944: Sweet and Low-Down
- 1945: Ein Baum wächst in Brooklyn (A Tree Grows in Brooklyn)
- 1952: Desert Pursuit
- 1952: Wir sind gar nicht verheiratet (We’re Not Married!)
- 1955: Straße des Terrors (Crashout)
- 1955: Wir sind keine Engel (We’re No Angels)
- 1955: Was der Himmel erlaubt (All That Heaven Allows)
- 1955: Ich will, dass du mich liebst (Lucy Gallant)
- 1955–1963: Rauchende Colts (Gunsmoke, Fernsehserie, 3 Folgen)
- 1956: Gangsterbrut (The Young Guns)
- 1957: Dakota (The Oklahoman)
- 1957: Die Totengruft des Dr. Jekyll (La hija del médico y la bestia)
- 1957: Sugarfoot (Fernsehserie, Folge 1x02)
- 1958: Die Rache des Texaners (Cattle Empire)
- 1958: Dezernat M (M Squad, Fernsehserie, Folge 1x32)
- 1958: I Married a Monster from Outer Space
- 1958–1960: Josh (Wanted: Dead or Alive, Fernsehserie, 3 Folgen)
- 1959: Ein Schuß und 50 Tote (Alias Jesse James)
- 1959: Mit Büchse und Colt (The Oregon Trail)
- 1959: Blonde Locken – scharfe Krallen (Girls Town)
- 1959–1961: Tausend Meilen Staub (Rawhide, Fernsehserie, 3 Folgen)
- 1960: Bonanza (Fernsehserie, Folge 1x25)
- 1960: Der Fluch der Urwaldhexe (The Leech Woman)
- 1960–1963: Am Fuß der blauen Berge (Laramie, Fernsehserie, 4 Folgen)
- 1961–1965: Im Wilden Westen (Death Valley Days, Fernsehserie, 3 Folgen)
- 1961–1966: Perry Mason (Fernsehserie, 4 Folgen)
- 1962: Bronco (Fernsehserie, Folge 4x10)
- 1962: Die Unbestechlichen (The Untouchables, Fernsehserie, Folge 3x25)
- 1964: Meine drei Söhne (My Three Sons, Fernsehserie, Folge 5x10)
- 1965: Lassie (Fernsehserie, Folge 11x18)
- 1965: Goldtransport durch Arizona (Arizona Raiders)
- 1966: An Eye for an Eye